# Scholtenswijk
De Scholtenswijk is een voormalig waterschap in de Nederlandse provincie Groningen.
Het waterschap kan worden gezien als een voortzetting van de Mallemolenpolder waaraan enkele niet-bemalen gronden werden toegevoegd.
Waterstaatkundig gezien ligt het gebied sinds 2000 binnen dat van het waterschap Hunze en Aa's.

## Naam
Het waterschap is genoemd naar de belangrijkste wijk van deze polder. De wijk ontleende op zijn beurt zijn naam aan W.A. Scholten.